# Pension Belhomme
Pour les articles homonymes, voir Belhomme.
La pension Belhomme était un ensemble de bâtiments situé au 157-163, rue de Charonne, Paris 11e, d'abord utilisé à la fin du XVIIIe siècle comme maison de santé puis, à la Révolution, comme prison. Ces bâtiments ont été détruits en 1972.

## La pension comme asile
Vers 1765, le menuisier Jacques Belhomme, âgé de 28 ans, accepte d’élever contre rétribution le fils d’un noble du voisinage, qui est idiot de naissance. S’apercevant que cette activité est plus lucrative que la menuiserie, il ouvre une pension pour les déments, les vieillards et tous ceux que des familles fortunées souhaitent lui confier. Philippe Pinel, précurseur de la psychiatrie, y fera ses premières armes dans le traitement des malades mentaux.

## La pension comme prison
À la suite du vote de la loi des suspects en septembre 1793, les prisons de Paris sont bientôt bondées et l’État réquisitionne les cliniques privées pourvues de barreaux, en commençant par la pension Belhomme.
Belhomme s’entend avec les policiers pour se faire envoyer de riches prisonniers qui paieront une forte pension pour vivre cette épreuve aussi confortablement que possible. Dès lors se bousculent chez lui, au milieu des fous, marquises, banquiers, journalistes, comédiennes célèbres, vieux nobles, officiers, et une foule d’anonymes en disgrâce qui soudoient médecins et policiers pour s’y faire transférer sous prétexte de maladie. Pour s’agrandir, Jacques Belhomme loue le bâtiment voisin, l’hôtel de Chabanais, confisqué par l’État à la suite du départ en émigration du marquis de Chabanais. Belhomme finira par acheter cette maison pour investir l’argent gagné sous la Terreur.
Si la plupart de ses pensionnaires échappèrent à la guillotine, certains, trop célèbres pour passer inaperçus, y furent envoyés : 
- la duchesse de Gramont, sœur du duc de Choiseul, qui avait été le principal ministre de Louis XV de 1758 à 1770 ;
- la duchesse du Châtelet, belle-fille d'Émilie du Châtelet, illustre maîtresse de Voltaire ;
- le fermier général Magon de La Balue, guillotiné avec ses enfants, petits-enfants, arrière-petits-enfants, frères et cousins, pour que ses bourreaux soient sûrs de récupérer son immense fortune ;
- ou encore l’avocat Simon-Nicolas-Henri Linguet, qui avait pourtant dénoncé l’arbitraire de la monarchie et avait passé un an à la Bastille.

C’est à la pension Belhomme que se rencontrent Marie-Adélaïde de Bourbon-Penthièvre, veuve du duc d’Orléans « Philippe Égalité », et  Jacques-Marie Rouzet, député de la Convention, qui se marieront en secret à leur sortie de prison.
Le scandale finit par éclater en janvier 1794. Belhomme est arrêté pour avoir perçu des pots-de-vin et incarcéré à la maison Blanchard à Picpus. Il est condamné deux fois et n'échappe à la peine des fers que par la chute du régime de Terreur, le 9 thermidor.

## La pension Belhomme aujourd'hui
L'hôtel de Chabanais situé au 163, rue de Charonne, bien qu'inscrit aux monuments historiques, a été rasé en 1972 et, à sa place, a été construit un immeuble moderne. Le parc de la pension subsiste, aux 157-161, rue de Charonne, sous forme de jardin public, le square Colbert, à l'arrière duquel un pavillon néoclassique flanqué de deux ailes est utilisé par la ville de Paris comme centre communal d'action sociale pour les seniors.

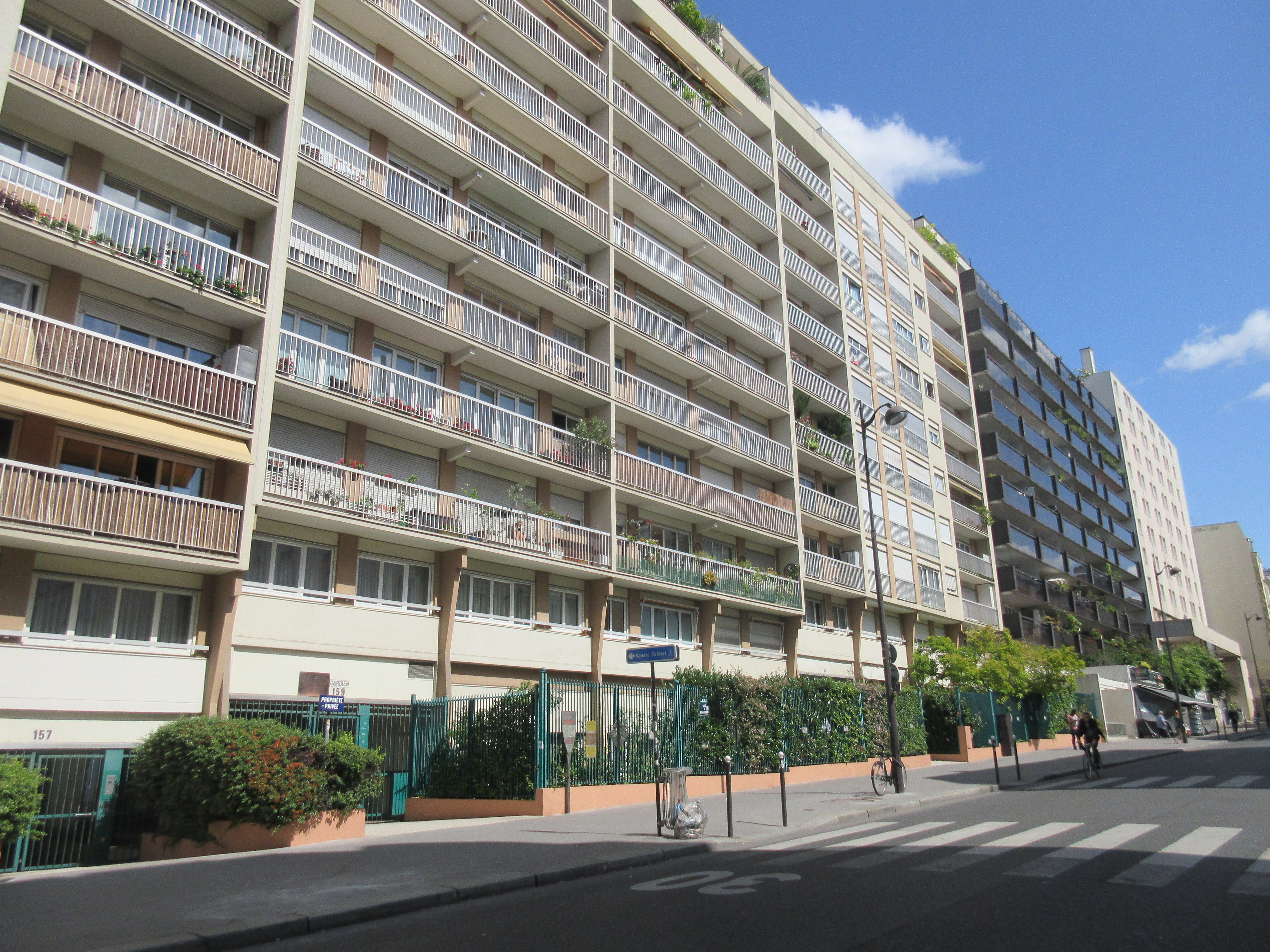
Les 157, 159, 161... rue de Charonne
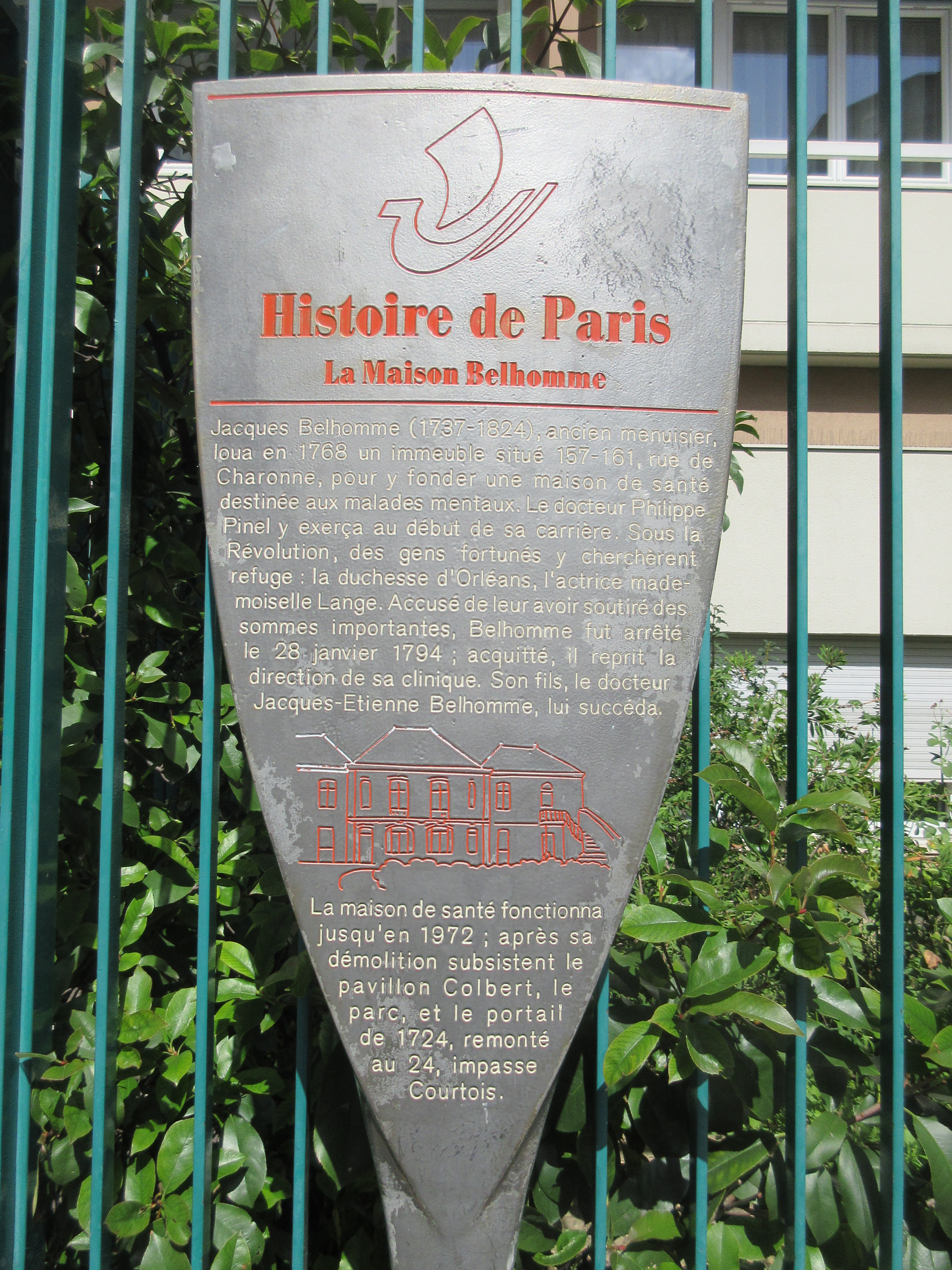
Panneau Histoire de Paris
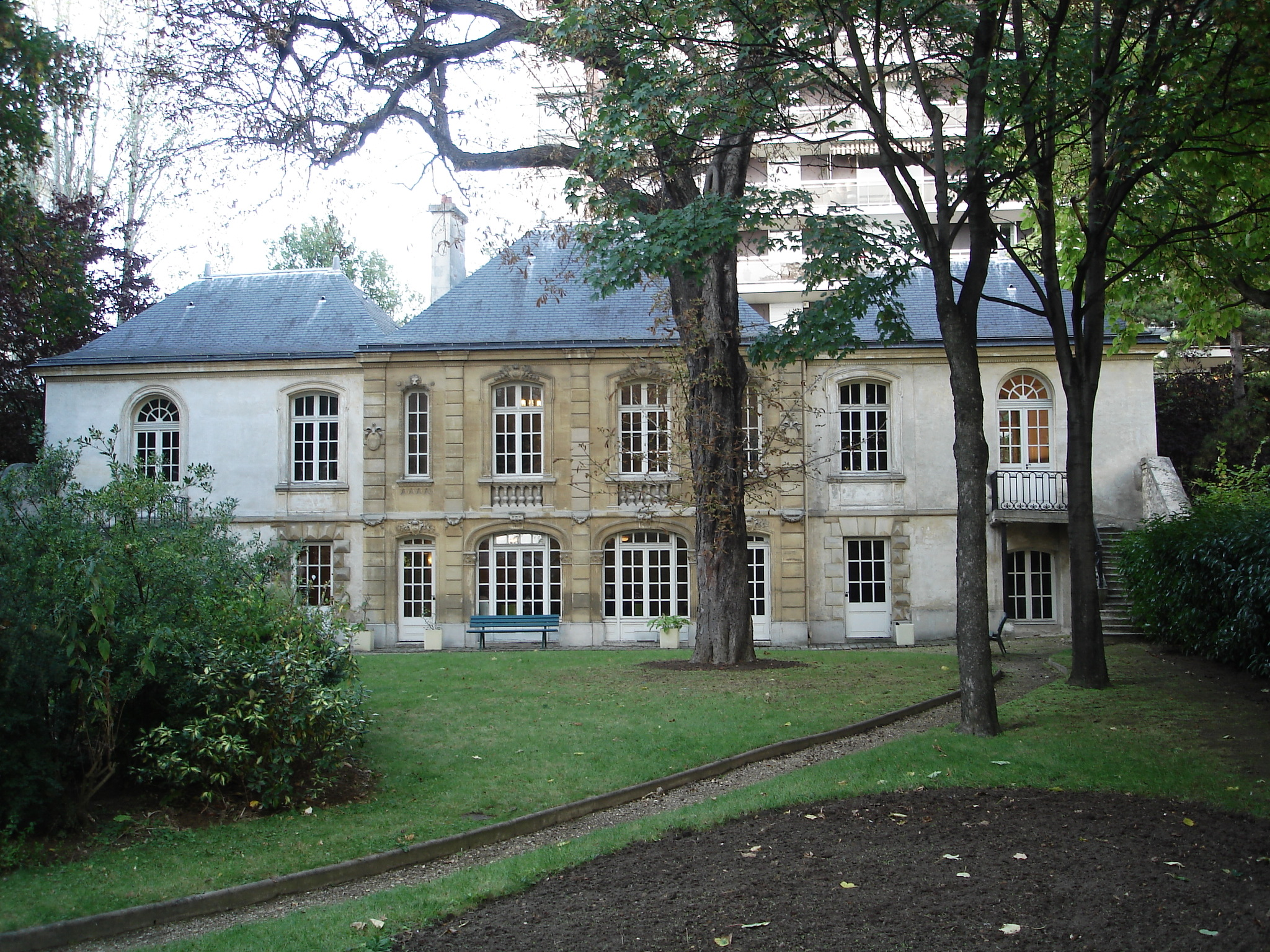
Pavillon subsistant dans le square Colbert

## La pension dans la littérature et au cinéma
- 1951 : Jacques Belhomme apparaît dans le film Caroline chérie, d’après le roman homonyme de Cécil Saint-Laurent, sous les traits de Raymond Souplex.
- 1984 : la pension est le cadre du roman La Maison Belhomme de François Pédron, publié par Olivier Orban, Paris, 362 p.  (ISBN 978-2855652337).
- 2001 : la  duchesse de Gramont et la duchesse du Châtelet apparaissent dans le film d'Éric Rohmer, L'Anglaise et le Duc.